# Quận Haifa
Quận Haifa (tiếng Hebrew: מחוז חיפה, Mehoz Ḥeifa; tiếng Ả Rập: منطقة حيفا) là một quận hành chính bao quanh thành phố Haifa, Israel. Đây là một trong sáu quận hành chính của Israel, và thủ phủ của quận là Haifa. Diện tích của quận là 864 km² (299,3 mi²).
Theo Cục Thống kê Trung ương Israel, và cuối năm 2005, dân số của quận ở mức 858.000, trong đó 71,27% là người Do Thái, 18,81% là người Ả Rập Hồi giáo, 1,78% là người Ả Rập Kitô hữu, 2,52% là người Druze, và 4.9% không xác định theo tôn giáo, tăng trưởng dân số hàng năm là 0,8%.

## Hành chính
| Thành phố | Hội đồng địa phương | Hội đồng khu vực                           |
| --- | --- | ------------------------------------------ |
| - Baqa-Jatt - Hadera - Haifa - Nesher - Or Akiva - Kiryat Ata - Kiryat Bialik - Kiryat Motzkin - Kiryat Yam - Tirat Carmel - Umm al-Fahm | - Ar'ara - Basma - Binyamina-Giv'at Ada - Daliyat al-Karmel - Fureidis - Isfiya - Jisr az-Zarqa - Kafr Qara - Katzir-Harish - Kiryat Tivon - Ma'ale Iron - Pardes Hanna-Karkur - Rekhasim - Zikhron Ya'akov | - Alona - Hof HaCarmel - Menashe - Zevulun |